# Dithyrambe (Rangström)
Dithyrambe is een symfonisch gedicht gecomponeerd door Ture Rangström.
Rangström schreef het symfonische gedicht onder een motto dat August Strindberg had neergepend in zijn gedicht Sångare: "Må småktande serenader i månsken tystna" (Laat smachtende serenades wegkwijnen in maanlicht)
De twee hadden een goede samenwerking. Rangström schreef onder meer een opera op basis van Strindbergs Kronbruden (Bruidskroon) en ook zijn Eerste symfonie draagt de subtitel August Strindberg. Ten aanzien van Rangströms interpretatie van Dithyrambe liepen de meningen uiteen. Rangström wilde graag enige revolte in de Zweedse klassieke muziek (maar was vrij traditioneel). Strindberg vond de muziek een beetje te veel van het goede, maar was wel vereerd dat iemand een poging waagde. De eerste uitvoering was op 27 maart 1910 toen Armas Järnefelt (een andere Zweedse componist en dirigent) leiding gaf aan het Orkest van de Stockholmse Opera (Hovkapellet).
Later bewerkte Kurt Atterberg de muziek om het tot een beter geheel te krijgen. Hij vond het een van de belangrijkste werken binnen de Zweedse muziek. Het heeft niet kunnen verhinderen dat het zelden gespeeld wordt.
De tempoaanduidingen zijn Allegro deciso e con passione – Poco piu lento – Non troppo lento – Agitato – Subito largamente - lento
In de versie van Atterberg is het geschreven voor
- 2 dwarsfluiten, 3 hobo’s (III ook althobo), 2 klarinetten, 2 fagotten
- 4 hoorns, 3 trompetten, 3 trombones, 1 tuba
- 1 pauken, 1 man/vrouw percussie,
- violen, altviolen, celli, contrabassen

## Discografie
- Uitgave Sterling: Symfonieorkest van Örebro o.l.v. Göran W. Nilson
- Uitgave CPO Records: Michail Jurowski en het Norrköpings Symfoniorkester